# アジア太平洋地域宇宙機関会議
アジア太平洋地域宇宙機関会議（アジアたいへいようちいきうちゅうきかんかいぎ、英語: Asia-Pacific Regional Space Agency Forum：APRSAF）は、アジア太平洋地域における宇宙機関の国際会議。本部は東京にあり、日本の宇宙航空研究開発機構（JAXA）が主導。1993年設立。

## 概要
アジア太平洋地域における宇宙利用の促進を目的とし、地域の宇宙機関や宇宙利用ニーズを有する行政機関・国際機関の参加の下、各国の宇宙活動や将来計画に関する情報交換、並びに具体的な協力活動の構築に向けた議論を行う国際会議。中華人民共和国が主導するアジア太平洋宇宙協力機構（APSCO）の枠組みとは異なる。

## 歴史
1992年のアジア太平洋国際宇宙年会議（APIC）での閉会宣言における日本からの開催提案を契機に、現在の文部科学省および宇宙航空研究開発機構（JAXA）の共催により、ほぼ毎年開催している。

## 参加国・地域／団体
2013年3月現在、388機関、40ヶ国・地域、26国際機関参加。

### 参加国・地域
1. オーストラリア
2. バングラデシュ
3. ブータン
4. ブルネイ
5. カンボジア
6. コロンビア
7. チェコ
8. カナダ
9. チリ
10. 中華人民共和国
11. フランス
12. ドイツ
13. イラク
14. インド
15. インドネシア
16. イスラエル
17. イタリア
18. 日本
19. ケニヤ
20. カザフスタン
21. 韓国
22. ラオス
23. マレーシア
24. モンゴル
25. ミャンマー
26. ネパール
27. ニュージーランド
28. パキスタン
29. トルコ
30. フィリッピン
31. ロシア
32. シンガポール
33. スリランカ
34. 南アフリカ
35. 中華民国
36. タイ王国
37. イギリス
38. ウクライナ
39. アメリカ合衆国
40. ベトナム

### 国際機関
1. アジア開発銀行（ADB）
2. アジア太平洋宇宙協力機構（APSCO）
3. アジア太平洋宇宙技術応用・多国間協力会議（AP-MCSTA）
4. アジア防災センター （ADRC）
5. アジアン工科大学（AIT）
6. アセアン事務局（ASEAN）
7. アセアン宇宙利用小委員会（ASEAN SCOSA）
8. アジア太平洋衛星通信協議会（APSCC）
9. アジア太平洋持続的開発ソリューション（SDSAP）
10. 宇宙世代諮問委員会（SGAC）
11. 欧州宇宙機関（ESA）
12. 地球観測に関する政府間会合（GEO）
13. 国際宇宙航行連盟（IAF）
14. 国際稲研究所（IRRI）
15. 国際宇宙大学（ISU: International Space University）
16. 国際連合宇宙局（UNOOSA）
17. 国際総合山岳開発センター（ICIMOD）
18. 国連アジア太平洋経済社会委員会（UN/ESCAP）
19. 国際連合宇宙空間平和利用委員会（UN/COPUOS）
20. 国際連合食糧農業機関（UN/FAO）
21. アジア太平洋統計研修所 (UNSIAP)
22. 国際連合人間居住計画 （UN/HABITAT）
23. メコン河委員会（MRC）
24. 国際連合教育科学文化機関 （UNESCO）
25. 国連軍縮研究所（UNIDIR）
26. 国連連合水と衛生に関する諮問委員会（UNSGAB）

## 協力プロジェクト
地球観測衛星データを災害管理や資源管理に用いることを目指したプロジェクトや、宇宙の題材を用いた青少年の啓蒙を目的とした宇宙教育フォーラムなどを、アジア太平洋地域の国々と協力して実施している。
プロジェクトは以下の4つの分科会、4つのイニシアチブと人材育成枠組みから構成される。

### 分科会
- 地球観測分科会
- 通信衛星利用分科会
- 宇宙環境利用分科会
- 宇宙教育普及分科会

### イニシアチブ
- センチネル・アジア- 災害監視。地球観測衛星など宇宙技術を使って得たアジア太平洋域の災害関連情報をインターネット上で共有し、台風、洪水、地震、津波、火山噴火、山火事など自然災害被害を軽減、予防することを目的とする。
- SAFE- 気候変動に関する地球環境観測。リモートセンシング技術を用いて、気候変動による影響の軽減と適応対策の研究を目的とする。
- Climate R3-アジア太平洋地域における衛星データの供給者と利用者とのつながりを強化し、同地域における気候関連政策決定のツールとしての衛星データの利用を促進することを目的とする。
- Kibo-ABC-アジア・太平洋地域における国際宇宙ステーション 宇宙実験棟きぼうの協働利用を推進することを目的とする。

### 人材育成
- STAR計画（アジア太平洋地域のための衛星技術計画）-衛星開発分野での人材育成、小型実験衛星の開発を行った。（日本、タイ、マレーシア、韓国、インドネシア、インド、ベトナムが参加）（2008年開始。2012年からUNIFORM計画に漸次移行、2012年終了。）
- UNIFORM（大学連合による超小型衛星研究開発事業）-STAR計画を発展継承し、衛星開発を通じてのアジア太平洋諸国の人材育成、および確実に動作し、多くの大学が利用できる超小型衛星バス・運用システムの開発を行う。

## 会議
| 回     | 開催時期 | 開催場所                    | テーマ                                                              |
| ------ | -------- | --------------------------- | ------------------------------------------------------------------- |
| 第1回  | 1993年   | 日本/東京                   |                                                                     |
| 第2回  | 1994年   | 日本/東京                   |                                                                     |
| 第3回  | 1996年   | 日本/東京                   |                                                                     |
| 第4回  | 1997年   | 日本/東京                   |                                                                     |
| 第5回  | 1998年   | モンゴル/ウランバートル     |                                                                     |
| 第6回  | 1999年   | 日本/筑波                   | 宇宙技術の応用                                                      |
| 第7回  | 2000年   | 日本/東京                   | 宇宙利用への道                                                      |
| 第8回  | 2001年   | マレーシア/クアラルンプール | アジア太平洋における宇宙新世紀                                      |
| 第9回  | 2002年   | 韓国/大田広域市             | アジア・太平洋地域のための宇宙応用                                  |
| 第10回 | 2003年   | タイ/チェンマイ             | アジアにおける宇宙利用協力の促進に向けて                            |
| 第11回 | 2004年   | オーストラリア/キャンベラ   | 宇宙コミュニティの拡大に向けて                                      |
| 第12回 | 2005年   | 日本/北九州市               | 宇宙からの恩恵のさらなる社会への還元を目指して                      |
| 第13回 | 2006年   | インドネシア/ジャカルタ     | 安全で繁栄した社会を築くためへの協力                                |
| 第14回 | 2007年   | インド/バンガロール         | Space for Human Empowerment                                         |
| 第15回 | 2008年   | ベトナム/ハノイ             | Space for Sustainable Development                                   |
| 第16回 | 2009年   | タイ/バンコク               | Space Applications: Contributions towards Human Safety and Security |
| 第17回 | 2010年   | オーストラリア/メルボルン   | 気候変動に関する宇宙技術と産業の役割                                |
| 第18回 | 2011年   | シンガポール                | A regional collaboration for tomorrow's environment                 |
| 第19回 | 2012年   | マレーシア/クアラルンプール | Enriching the quality of life through innovative space programs     |
| 第20回 | 2013年   | ベトナム/ハノイ             |                                                                     |